# Kürbisartige
Die Kürbisartigen (Cucurbitales) sind eine Ordnung der Bedecktsamigen Pflanzen (Magnoliopsida). Ihr gehören acht Familien an. Vor allem unter den Kürbisgewächsen (Cucurbitaceae) sind viele bekannte und wirtschaftlich bedeutende Pflanzenarten zu finden.

## Merkmale
Die Taxa der Ordnung sind morphologisch sehr vielfältig. Zu den Kürbisartigen zählen Bäume und Sträucher ebenso wie krautige Pflanzen. Der Blattrand ist meist ganzrandig, seltener gezähnt. Das Vorhandensein von Nebenblättern gilt innerhalb der Ordnung als ursprünglich, bei den Kürbisgewächsen, Datiscaceae, Tetramelaceae und Apodanthaceae fehlen sie.

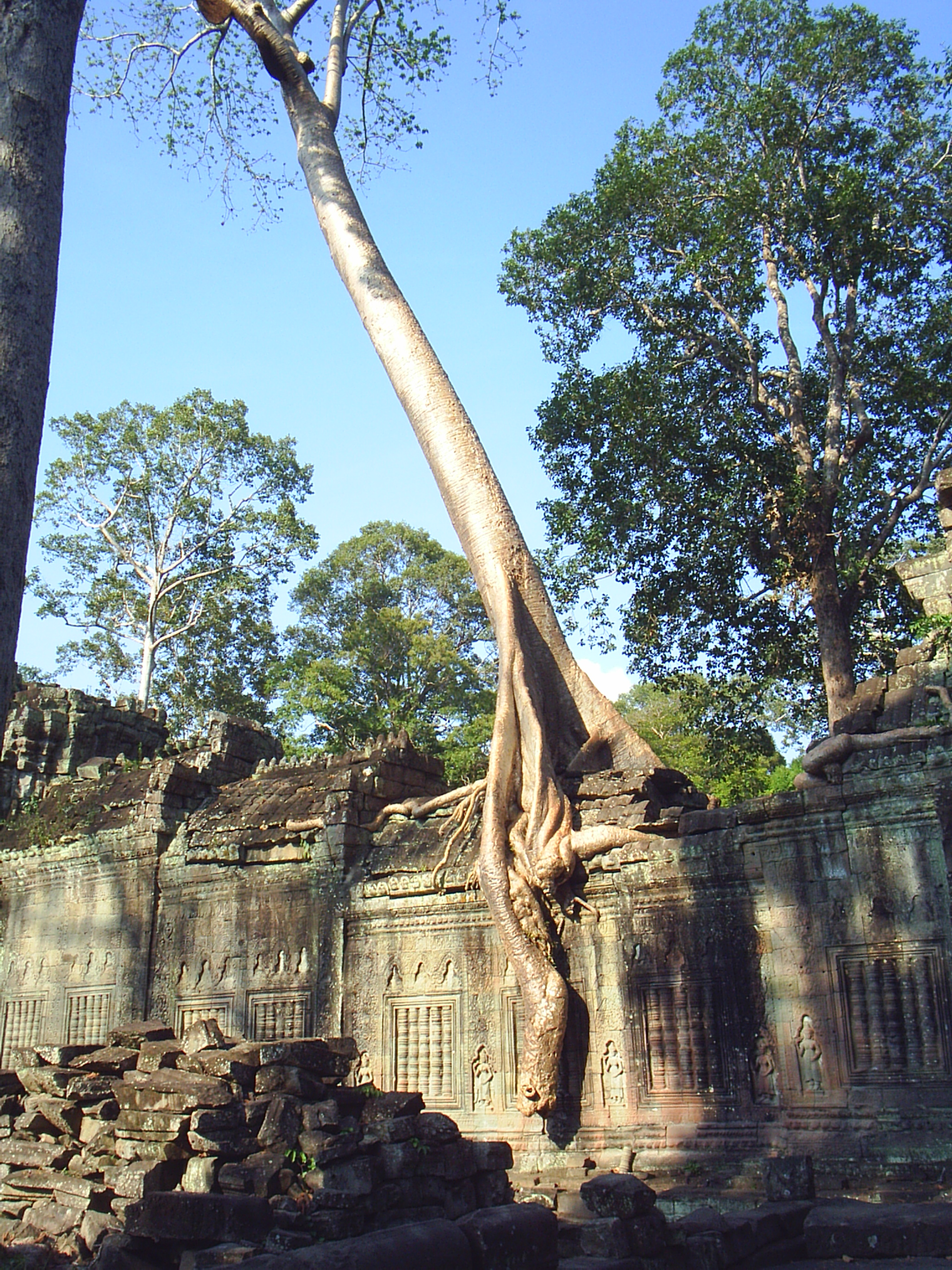
Tetrameles nudiflora in Angkor.

Anatomische Merkmale, die als gemeinsame abgeleitete Merkmale der Ordnung (Synapomorphien) gelten, sind das Fehlen von Schleimzellen oder -höhlen, das Fehlen von Sternhaaren, das Vorhandensein von Libriformfasern, sowie einige anatomische Merkmale der Tracheen.
Die Geschlechtssysteme sind innerhalb der Ordnung sehr vielfältig. Ursprünglich innerhalb der Ordnung sind zwittrige Blüten, wie sie bei den Corynocarpaceae, Coriariaceae, Anisophylleaceae und Apodanthaceae vorkommen. Bei den drei letzten Familien kommen jedoch auch monözische Arten vor. Die Begoniaceae sind rein monözisch. Die übrigen Familien sind primär zweihäusig (diözisch), jedoch haben sich bei den Cucurbitaceae sekundär monözische und andere Systeme gebildet. Generell gelten die Sexualsysteme innerhalb der Ordnung als labil und können leicht von einer zur anderen wechseln.
Die Blütenhülle ist meist in Kelch und Krone differenziert, die Blütenhüllblätter sind außer bei den Kürbisgewächsen nicht verwachsen.
Der Fruchtknoten ist unterständig, lediglich bei Coriariaceae und Corynocarpaceae oberständig. Diese beiden Familien zeigen auch eine apikale Plazentation der einzigen Samenanlage pro Fruchtknoten, während die übrigen Familien parietale Plazentation aufweisen.
Die Kerngruppe der Kürbisartigen (Begoniaceae, Datiscaceae, Tetramelaceae, Cucurbitaceae) besitzen vorwiegend folgende Blütenmerkmale: die Antheren sind an der Basis am Staubfaden befestigt (basifix), die Pollensäcke sitzen seitlich (latrors) oder nach außen zeigend (extrors); der Stempel besteht aus drei Fruchtblättern; die Samenanlagen sitzen parietal im Fruchtknoten. Als wichtige Trends gelten ein zweizellschichtiges inneres Integument und das Fehlen von tanninhaltigem Gewebe in den Blüten.
Die Früchte sind sehr variabel: es gibt Steinfrüchte und Samaras bei den Anisophylleaceae, Steinfrüchte bei den Corynocarpaceae, Panzerbeeren (Cucurbitaceae) und Kapselfrüchte bei den übrigen Familien. Die Kerngruppe besitzt viele Samen pro Frucht, während die Anisophylleaceae, Corynocarpaceae und Coriariaceae einen Samen pro Frucht bilden. Letzteres wird innerhalb der Ordnung als ursprünglich angesehen.

## Verbreitung
Die Cucurbitales sind weltweit verbreitet, jedoch mit einem Schwerpunkt in den tropischen und subtropischen Gebieten.

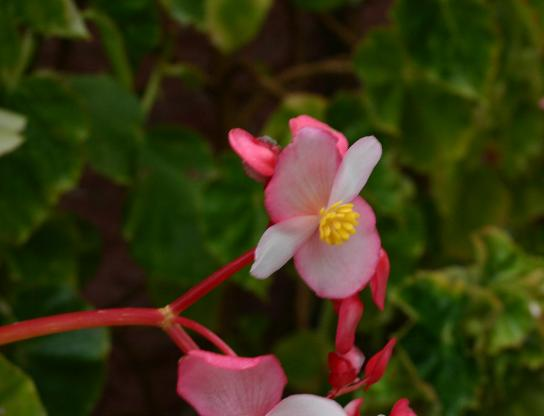
Begonia minor

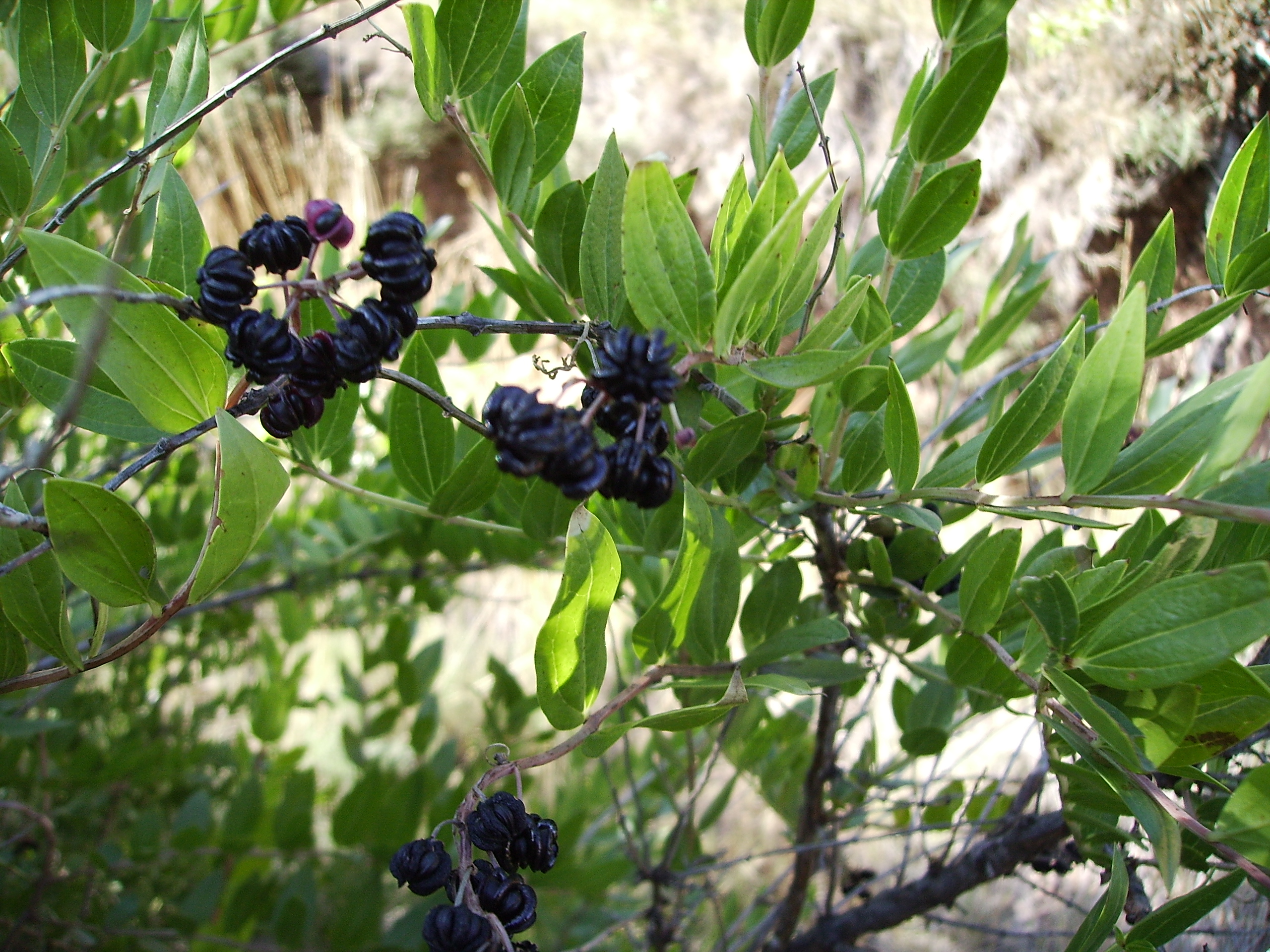
Coriaria myrtyfolia in Spanien.

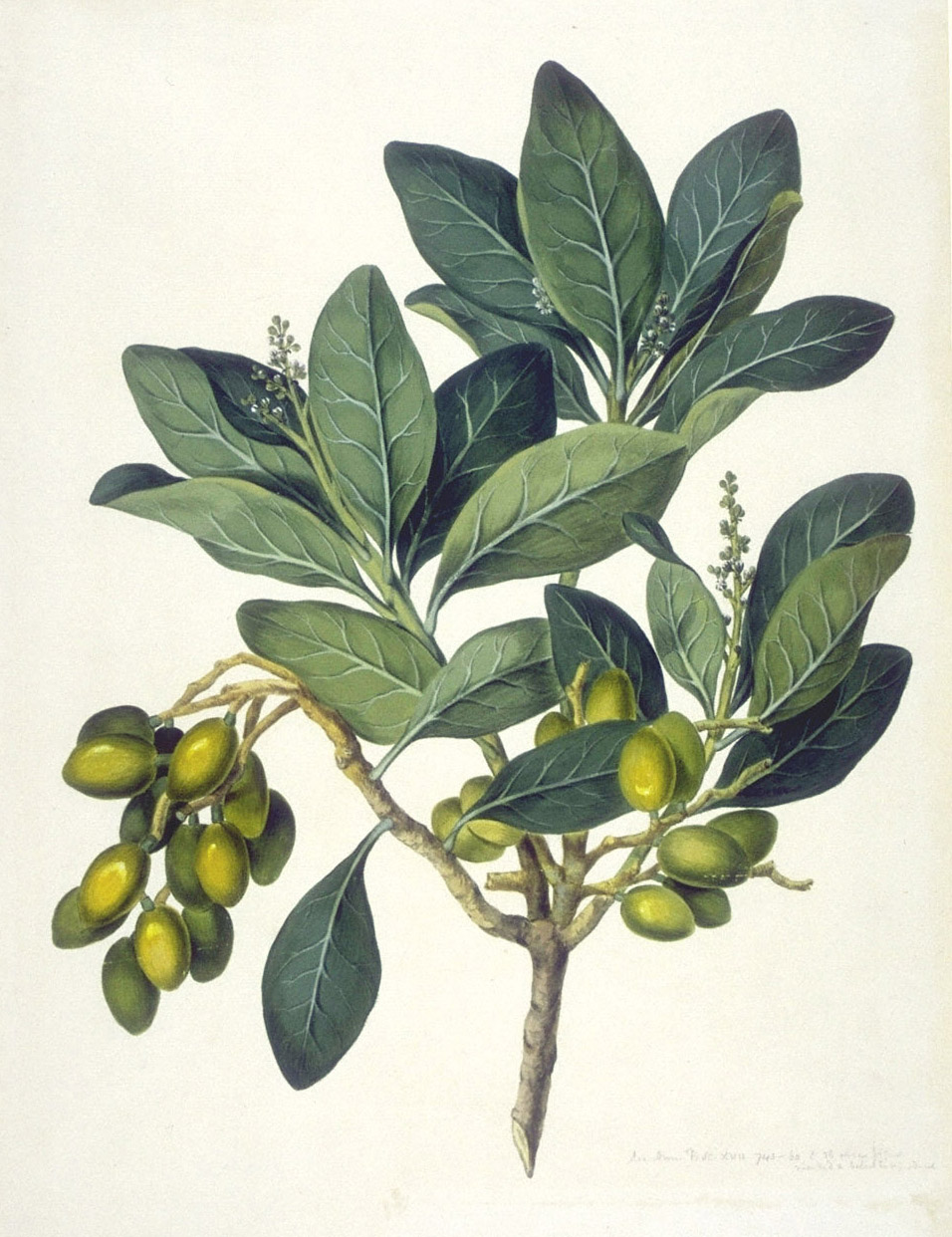
Karaka-Baum (Corynocarpus laevigatus)

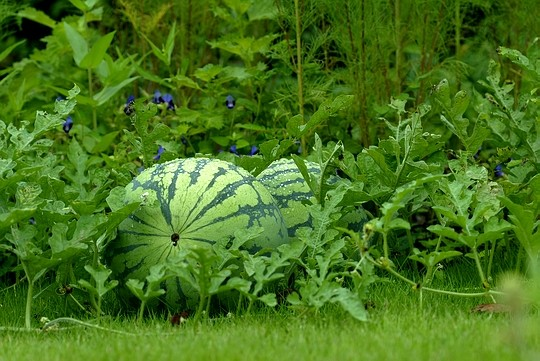
Wassermelone (Citrullus lanatus)

## Systematik

### Äußere Systematik
Die genaue Stellung der Kürbisartigen innerhalb der Rosiden ist noch nicht endgültig geklärt, sie bilden jedenfalls mit den Buchenartigen (Fagales), Schmetterlingsblütenartigen (Fabales) und den Rosenartigen (Rosales) eine Gruppe, die Verhältnisse innerhalb dieser Gruppe sind noch unklar. Verschiedene Arbeiten sahen sie als Schwestertaxon der Fagales, andere wiederum als Schwestertaxon zu (Fagales + Rosales + Fabales), oder sogar als Schwestertaxon der Zygophyllales.

### Innere Systematik
Die Ordnung Kürbisartige selbst ist monophyletisch. Die einzelnen Familien unterscheiden sich wesentlich in ihrer Artenzahl: die Cucurbitaceae und Begoniaceae umfassen rund 800 bzw. 1400 Arten, während die Anisophylleaceae lediglich 30 bis 40 Arten, die anderen Familien zwischen zwei und 19 Arten umfassen.
Zur Ordnung gehören folgende acht Familien mit zusammen 131 Gattungen und fast 2300 Arten:
- Anisophylleaceae mit vier Gattungen
- Apodanthaceae mit zwei bis drei Gattungen
- Schiefblattgewächse (Begoniaceae) mit zwei Gattungen
- Gerberstrauchgewächse (Coriariaceae) mit einer Gattung
- Keulenfruchtgewächse (Corynocarpaceae) mit einer Gattung
- Kürbisgewächse (Cucurbitaceae) mit rund 120 Gattungen
- Scheinhanfgewächse (Datiscaceae)  mit einer Gattung
- Tetramelaceae mit zwei Gattungen

Nach Zhang u. a. (2006) ergibt sich für die Beziehungen innerhalb der Ordnungen folgendes Kladogramm, in welchem allerdings die Apodanthaceae nicht enthalten sind, da ihre Zugehörigkeit zu den Cucurbitales erst 2010 geklärt wurde:
|  | Tetramelaceae                                               |
|  |                                                             |
|  | \| \| Begoniaceae \| \| \| \| \| \| Datiscaceae \| \| \| \| |
|  |                                                             |
|  | Begoniaceae                                                 |
|  |                                                             |
|  | Datiscaceae                                                 |
|  |                                                             |

|  | Begoniaceae |
|  |             |
|  | Datiscaceae |
|  |             |

|  | Tetramelaceae                                               |
|  |                                                             |
|  | \| \| Begoniaceae \| \| \| \| \| \| Datiscaceae \| \| \| \| |
|  |                                                             |
|  | Begoniaceae                                                 |
|  |                                                             |
|  | Datiscaceae                                                 |
|  |                                                             |

|  | Begoniaceae |
|  |             |
|  | Datiscaceae |
|  |             |

|  | Coriariaceae    |
|  |                 |
|  | Corynocarpaceae |
|  |                 |

|  | Tetramelaceae                                               |
|  |                                                             |
|  | \| \| Begoniaceae \| \| \| \| \| \| Datiscaceae \| \| \| \| |
|  |                                                             |
|  | Begoniaceae                                                 |
|  |                                                             |
|  | Datiscaceae                                                 |
|  |                                                             |

|  | Begoniaceae |
|  |             |
|  | Datiscaceae |
|  |             |

|  | Tetramelaceae                                               |
|  |                                                             |
|  | \| \| Begoniaceae \| \| \| \| \| \| Datiscaceae \| \| \| \| |
|  |                                                             |
|  | Begoniaceae                                                 |
|  |                                                             |
|  | Datiscaceae                                                 |
|  |                                                             |

|  | Begoniaceae |
|  |             |
|  | Datiscaceae |
|  |             |

|  | Coriariaceae    |
|  |                 |
|  | Corynocarpaceae |
|  |                 |

|  | Tetramelaceae                                               |
|  |                                                             |
|  | \| \| Begoniaceae \| \| \| \| \| \| Datiscaceae \| \| \| \| |
|  |                                                             |
|  | Begoniaceae                                                 |
|  |                                                             |
|  | Datiscaceae                                                 |
|  |                                                             |

|  | Begoniaceae |
|  |             |
|  | Datiscaceae |
|  |             |

|  | Tetramelaceae                                               |
|  |                                                             |
|  | \| \| Begoniaceae \| \| \| \| \| \| Datiscaceae \| \| \| \| |
|  |                                                             |
|  | Begoniaceae                                                 |
|  |                                                             |
|  | Datiscaceae                                                 |
|  |                                                             |

|  | Begoniaceae |
|  |             |
|  | Datiscaceae |
|  |             |

|  | Coriariaceae    |
|  |                 |
|  | Corynocarpaceae |
|  |                 |

|  | Tetramelaceae                                               |
|  |                                                             |
|  | \| \| Begoniaceae \| \| \| \| \| \| Datiscaceae \| \| \| \| |
|  |                                                             |
|  | Begoniaceae                                                 |
|  |                                                             |
|  | Datiscaceae                                                 |
|  |                                                             |

|  | Begoniaceae |
|  |             |
|  | Datiscaceae |
|  |             |

|  | Tetramelaceae                                               |
|  |                                                             |
|  | \| \| Begoniaceae \| \| \| \| \| \| Datiscaceae \| \| \| \| |
|  |                                                             |
|  | Begoniaceae                                                 |
|  |                                                             |
|  | Datiscaceae                                                 |
|  |                                                             |

|  | Begoniaceae |
|  |             |
|  | Datiscaceae |
|  |             |

|  | Coriariaceae    |
|  |                 |
|  | Corynocarpaceae |
|  |                 |

Phylogenetische Untersuchungen der systematischen Stellung von parasitischen Pflanzen haben ergeben, dass die Familie der Apodanthaceae, die bisher innerhalb der Rosopsida keiner Untergruppe zugeordnet wurden (incertae sedis), in die Cucurbitales gehören. Daher werden sie von Peter Stevens inzwischen zu den Cucurbitales gestellt.
Die ältesten Fossilien sind Samen von Kürbisgewächsen aus dem obersten Paläozän und unteren Eozän des Londoner Lehms im Alter von rund 65 Mio. Jahren. Weitere Fossilfunde stammen dann erst aus dem oberen Oligozän Frankreichs (rund 34 Mio. Jahre), die Coriaria-ähnliche Blütenzweige darstellen.

## Botanische Geschichte
Die Ordnung Cucurbitales wurde 1829 von Barthélemy Charles Joseph Dumortier aufgestellt. Lange Zeit umfasste sie lediglich die Familie Cucurbitaceae. Später kamen die Begoniaceae und die Datiscaceae (inkl. Tetramelaceae) hinzu. Die Verwandtschaft dieser Kerngruppe (Begoniaceae, Cucurbitaceae, Datiscaceae und Tetramelaceae) wurde bereits aufgrund morphologischer Studien erkannt. Insgesamt wurden die sieben Familien in der Vergangenheit in den verschiedenen Systemen in 17 verschiedene Ordnungen gestellt.
Da sich die Verwandtschaft der übrigen Familien nicht in gemeinsamen morphologischen oder anatomischen Merkmalen äußert, wurde der jetzige Umfang der Ordnung erst in den 1990er Jahren durch DNA-Sequenzvergleiche erfasst. Die jetzigen sieben Familien wurden dann in beiden Veröffentlichungen der Angiosperm Phylogeny Group den Cucurbitales zugeordnet.

## Nutzung
Wirtschaftlich bedeutende Pflanzen finden sich nur unter den Kürbisgewächsen, zu denen etliche Nutzpflanzen gehören. Die kommerziell bedeutendsten sind Gartenkürbis (Cucurbita pepo), Zuckermelone (Cucumis melo), Gurke (Cucumis sativus) und Wassermelone (Citrullus lanatus). Viele Arten und Hybriden der Begonien (Begonia) sind weitverbreitete Zierpflanzen. Datisca cannabina ist eine historische Färbepflanze, mit der Seide gelb gefärbt wurde. Tetrameles nudiflora ist ein wichtiges Nutzholz in Südost-Asien.

## Belege
- Li-Bing Zhang, Mark P. Simmons, Alexander Kocyan, Susanne S. Renner: Phylogeny of the Cucurbitales based on DNA sequences of nine loci from three genomes: Implications for morphological and sexual system evolution. Molecular Phylogenetics and Evolution, Band 39, 2006, S. 305–322. doi:10.1016/j.ympev.2005.10.002 (pdf; 562 kB)
- N. Filipowicz, S. S. Renner: The worldwide holoparasitic Apodanthaceae confidently placed in the Cucurbitales by nuclear and mitochondrial gene trees. In: BMC Evolutionary Biology. Band 10, 2010, S. 219. (biomedcentral.com)